# Max Silanoglu
Pour les articles homonymes, voir Silanoglu.
Max Silanoglu né le 8 février 1995, est un joueur turco-allemand de hockey sur gazon. Il évolue au poste de milieu de terrain au Hamburger Polo Club et avec l'équipe nationale allemande.

## Carrière
- Équipe première avec la Turquie en 2012.
- Débuts en équipe première avec l'Allemagne le 14 avril 2022 contre l'Inde à Bhubaneswar lors de la Ligue professionnelle 2021-2022[2].